# Massacre de Chenogne
Le massacre de Chenogne est le meurtre de prisonniers de guerre de la Wehrmacht par des troupes américaines, près du village de Chenogne, en Belgique, le 1er janvier 1945. Le massacre a été perpétré peu de temps après le massacre de Malmedy où des soldats américains prisonniers ont été abattus par des membres de la Waffen SS. C'est l'un des crimes de guerre commis au cours de la bataille des Ardennes impliquant les Alliés et les forces de l'Axe.
Les événements ont été dissimulés à l'époque et il n'y a eu ni poursuite ni punition envers les responsables. Des historiens d'après-guerre estiment que les meurtres ont été basés sur les ordres des officiers supérieurs qu'il « ne fallait pas faire de prisonniers. »

## Contexte
Le 17 décembre 1944, durant la bataille des Ardennes, les soldats de la Waffen-SS ont abattu 80 prisonniers américains au carrefour de Baugnez, près de la ville de Malmedy. Quand la nouvelle de la tuerie se propage parmi les troupes, elle a suscité une grande colère parmi les unités combattantes. Une unité américaine a donné des ordres : « Aucun SS ou parachutiste ne sera fait prisonnier, on leur tirera dessus à vue,. »

## Témoignage
John Fague, de la compagnie B, 21e bataillon d'infanterie blindée (de la 11e division blindée), en service près de Chenogne, décrit l'exécution de prisonniers allemands par des troupes américaines :
« Some of the boys had some prisoners line up. I knew they were going to shoot them, and I hated this business.... They marched the prisoners back up the hill to murder them with the rest of the prisoners we had secured that morning.... As we were going up the hill out of town, I know some of our boys were lining up German prisoners in the fields on both sides of the road. There must have been 25 or 30 German boys in each group. Machine guns were being set up. These boys were to be machine gunned and murdered. We were committing the same crimes we were now accusing the Japs and Germans of doing.... Going back down the road into town I looked into the fields where the German boys had been shot. Dark lifeless forms lay in the snow. »
— John Fague, (en) John Fague, « B Company 21st AIB », Thunderbolt Unit Histories, The 11th Armored Division Association, 2006 (consulté le 3 juin 2006)

« Certains des gars ont aligné des prisonniers. Je savais qu'ils allaient les tuer, et je détestais cette affaire... Ils leur ont fait remonter la colline pour les assassiner avec le reste des prisonniers qu'on avait faits le matin... Comme nous remontions la colline hors de la ville, je sais que certains de nos gars alignaient des soldats allemands dans les champs sur les deux côtés de la route. Il devait y avoir 25 ou 30 gars allemands dans chaque groupe. Des mitrailleuses étaient montées. Ces gars allaient être descendus à la mitrailleuse et assassinés. Nous commettions les mêmes crimes dont nous accusions les Japs et les Allemands... En descendant la route vers la ville j'ai regardé les champs là où les gars allemands avaient été tués. Des formes sombres et sans vie gisaient dans la neige. »
— (en) John Fague, « B Company 21st AIB », Thunderbolt Unit Histories, The 11th Armored Division Association, 2006 (consulté le 3 juin 2006)

## Dissimulation
L'histoire officielle de la guerre, publiée par le gouvernement des États-Unis indique que, même s'« il est probable que les Allemands qui ont tenté de se rendre dans les jours immédiatement après le 17 décembre couraient un plus grand risque » d'être tués que plus tôt dans l'année, « il n'y a pas de preuve... que les troupes américaines ont profité d'ordres, implicites ou explicites, de tuer leurs prisonniers SS. » Toutefois, George Henry Bennett dit de la déclaration ci-dessus que « la précaution est un peu hypocrite », et il ajoute qu'il est probable que les ordres de tirer sur les prisonniers (donnés par le 328e régiment d'Infanterie) ont été suivis, et que les autres régiments américains avaient probablement aussi donné des ordres similaires. Mais la mise à mort de prisonniers SS était devenue monnaie courante à l'époque pour certaines unités. La 90e division d'infanterie à la Sarre « a exécuté des prisonniers Waffen-SS d'une façon si systématique fin décembre 1944, que l'état-major dut émettre des ordres formels de prendre des Waffen-SS en vie afin d'être en mesure de leur soutirer des informations. »